# Огненные шары Наг
Огненные шары Наг (тайск. บั้งไฟพญานาค, bangfai payanak) — природный феномен, наблюдающийся раз в год на реке Меконг в Таиланде (регион Исан) и в Лаосе. Заключается в том, что из глубин реки поднимаются светящиеся шары, похожие на красноватые куриные яйца. Шары поднимаются на 10—20 метров над рекой и исчезают.
Наиболее частое появление огненных шаров зафиксировано в октябре, накануне праздника Паварана, хотя они также наблюдались и в другое время года. Причины возникновения феномена до конца не понятны. Предполагалось, что шары появляются в результате брожения переносимой рекой взвеси, которая возгорается в результате определённых атмосферных условий. Местные жители утверждают, что тысячи шаров, поднимающихся над рекой, создаёт наг, живущий в реке — Пхая Наг.
В честь появления шаров в городе Нонгкхай и соседних селениях проводится фестиваль, который совместно с самим природным явлением привлекает множество туристов.